# Atrichomelina
Atrichomelina is een vliegengeslacht uit de familie van de slakkendoders (Sciomyzidae).

## Soorten
- A. pubera (Loew, 1862)